# Mount Arapiles
Mount Arapiles är ett berg i Australien. Det ligger i regionen Horsham och delstaten Victoria, omkring 300 kilometer nordväst om delstatshuvudstaden Melbourne. Toppen på Mount Arapiles är 370 meter över havet.
Mount Arapiles är den högsta punkten i trakten. Trakten runt Mount Arapiles är nära nog obefolkad, med mindre än två invånare per kvadratkilometer.. 
Trakten runt Mount Arapiles består till största delen av jordbruksmark. Genomsnittlig årsnederbörd är 542 millimeter. Den regnigaste månaden är juni, med i genomsnitt 88 mm nederbörd, och den torraste är januari, med 15 mm nederbörd.